# Stephenson King

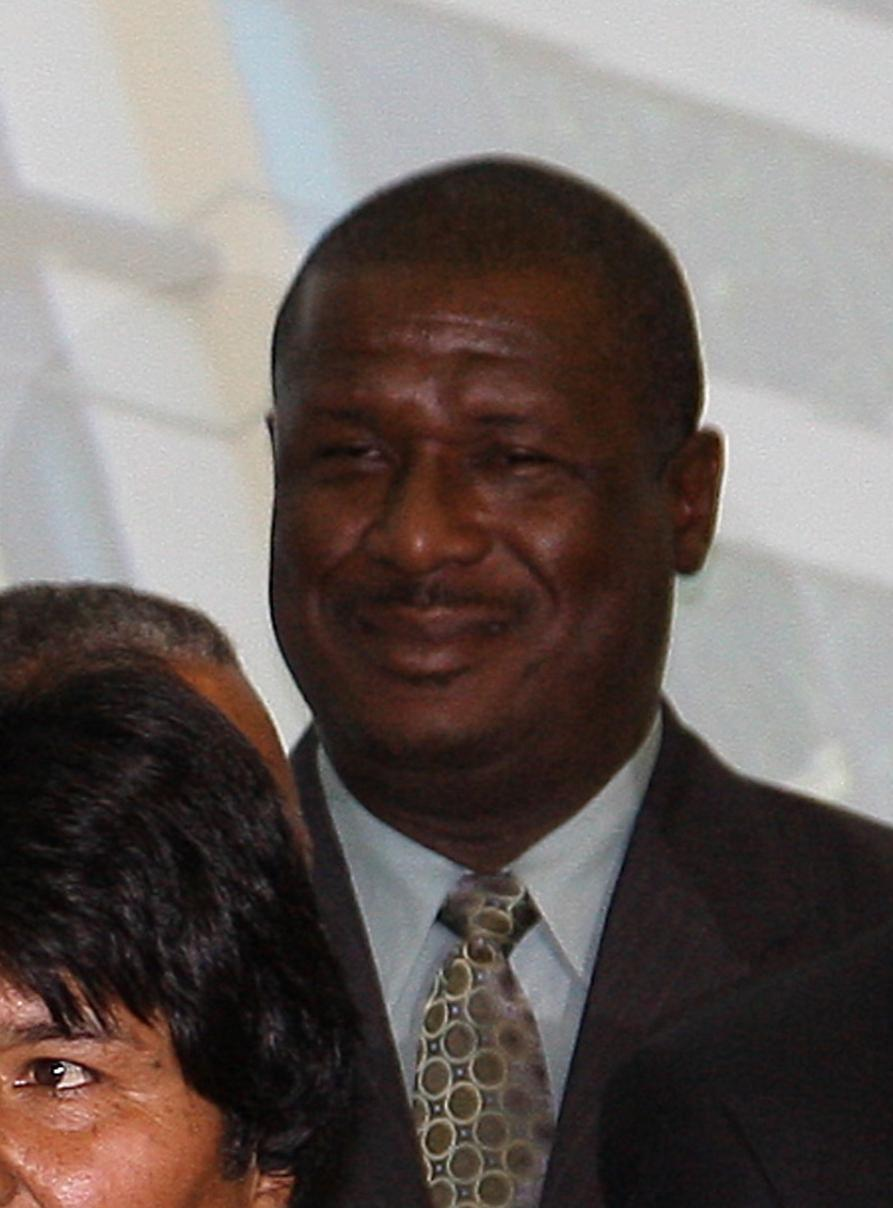
King in Port of Spain bei einem Unasul-Treffen im April 2009

Stephenson King (* 13. November 1958 in Castries, Saint Lucia) ist ein Politiker aus Saint Lucia und war Premierminister des Landes zwischen 2007 und 2011.
King repräsentiert den Wahldistrikt von Castries North für die United Workers Party. King gewann den Sitz bei den Wahlen am 11. Dezember 2006.
In der Regierung von Premierminister John Compton, die am 19. Dezember 2006 ins Amt kam, war King als Minister für Gesundheit und Arbeitsverhältnisse. Nachdem Compton im Mai 2007 erkrankte, wurde King kommissarischer Premierminister. In einer Kabinettsumbildung im Juni 2007 wurde er Minister für Finanzen, Äußeres, Heimatfragen, Nationale Sicherheit, Arbeit und Information.
Compton starb am 7. September 2007 und King gab seinen Tod am folgenden Tag bekannt. Am 9. September 2007 wurde er von Generalgouverneur Pearlette Louisy als Premierminister vereidigt.
Nach dem Wahlsieg der Labour Party in den Wahlen vom 28. November 2011 wurde King am 30. November von Kenneth Anthony als Regierungschef abgelöst.